# Pilosocereus

Flor de P. pachycladus

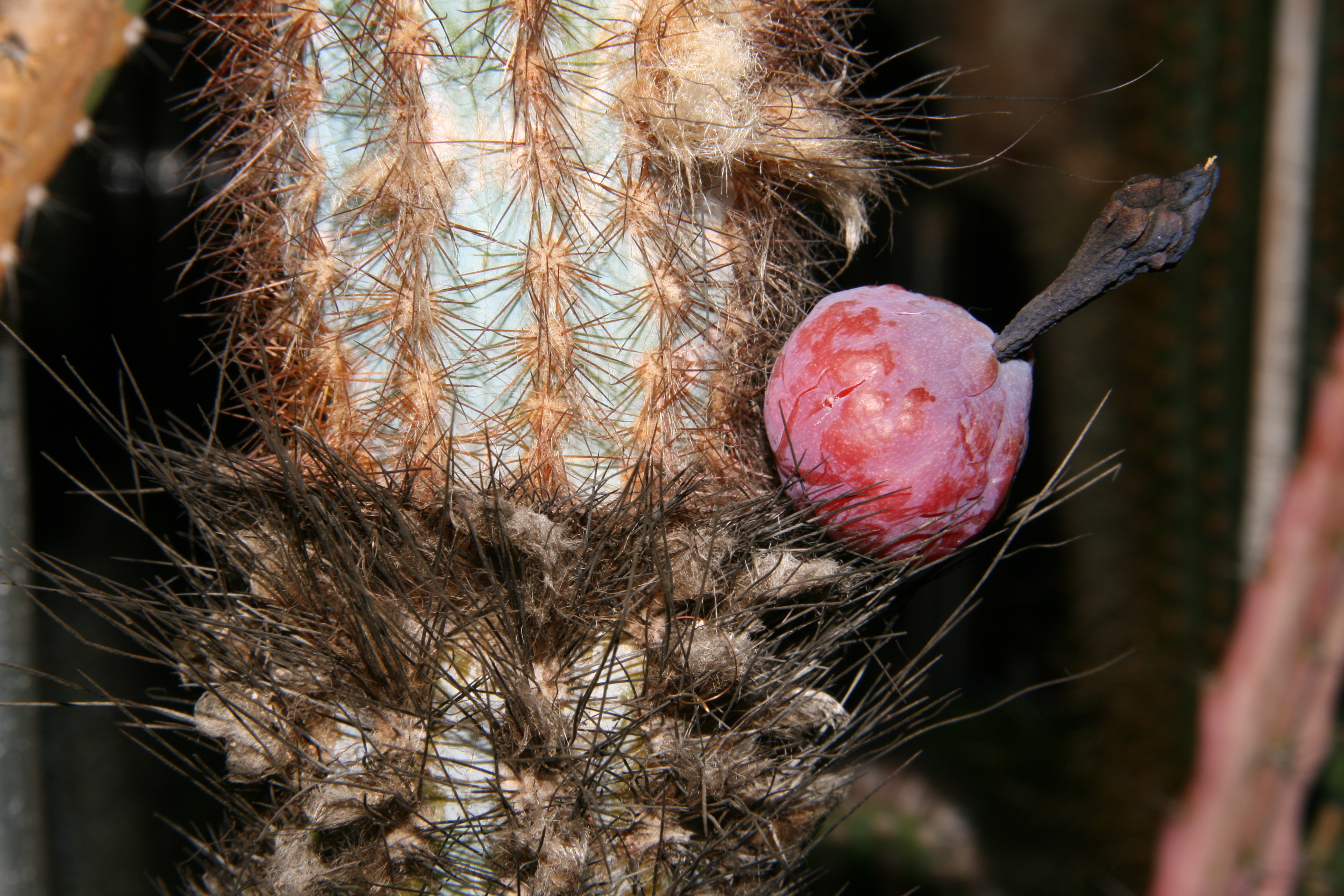
Fruto de P. estevesii con pseudocefalium

Pilosocereus  es un género de la familia cactaceae con 37 especies distribuidas por México, las Islas del Caribe y parte de Sudamérica. De las pocas especies que se cultivan la más abundante es Pilosocereus pachycladus, posiblemente por su característico color azul.

## Descripción
Los miembros de este género pueden tener porte arbustivo o arbóreo, ramificados desde la base con una altura que puede alcanzar los 10 m y pueden formar un tronco no articulado con un diámetro de 8 a 12 centímetros (o más). Según la especie, los tallos pueden tener de 3 a 30 costillas. Las areolas circulares a elípticas que se asientan sobre las costillas están ligeramente separadas unas de otras y con frecuencia incluso convergen en el área de floración. Están cubiertas de pelos cortos, densamente entrelazados. Estos pelos suaves suelen ser de color blanco o rojizo a negruzco y miden hasta 8 milímetros de largo. En la areola florida alcanzan una longitud de hasta 5 centímetros. De cada areola surgen de 6 a 31 espinas, que no se pueden distinguir en espinas marginales y medias. Las espinas opacas a translúcidas, amarillas a marrones o negras son lisas, aciculares, rectas y rara vez curvadas en su base. A menudo se vuelven grises con la edad. Por lo general, miden entre 10 y 15 milímetros de largo, aunque pueden alcanzar hasta 40 milímetros. 
 Las flores tubulares, o acampanadas, surgen lateralmente a lo largo de los tallos o cerca del ápice. Miden entre 12 a 15 cm de largo por 5 a 12 de diámetro con pétalos de color blanco o rosáceo. 
La floración es nocturna.

Los frutos esféricos o deprimidos, muy raramente en forma de huevo son, como en todos los cactus, frutos ficticios. Tienen 20 a 45 milímetros de largo y diámetros de 30 a 50 milímetros. En ellos se pega un remanente perenne de flores ennegrecidas. Su pericarpio liso, rayado o arrugado es de color rojo a púrpura o verde azulado. La pulpa firme es blanca, roja, rosada o magenta. Los frutos siempre revientan a lo largo de las ranuras laterales, abaxiales, adaxiales o centrales. Las semillas en forma de concha o de gorra (en Pilosocereus gounellei), de color marrón oscuro o negro tienen una longitud de 1,2 a 2,5 milímetros.
Las especies de Pilosocereus generalmente no son resistentes a las heladas, por lo que deben ser protegidas en cultivo.

## Taxonomía
El género fue descrito por Byles & G.D.Rowley y publicado en Journal of Botany, British and Foreign 66: 141. 1928. La especie tipo es: Dicrocaulon pearsonii N.E. Br. 
Etimología
El prefijo "piloso" (que tiene pelo), del latín pilosus, hace referencia a la característica pilosidad que presentan sus areolas y Cereus (que significa cirio o vela, en referencia a su forma alargada), el género con el que está emparentado.

## Especies
- Pilosocereus albisummus
- Pilosocereus alensis
- Pilosocereus arrabidae
- Pilosocereus aureispinus
- Pilosocereus aurisetus
- Pilosocereus aurisetus ssp. aurilanatus
- Pilosocereus azulensis
- Pilosocereus brasiliensis
- Pilosocereus brasiliensis ssp. ruschianus
- Pilosocereus catingicola
- Pilosocereus catingicola ssp. salvadorensis
- Pilosocereus chrysacanthus
- Pilosocereus chrysostele
- Pilosocereus densiareolatus
- Pilosocereus diersianus
- Pilosocereus estevesii
- Pilosocereus flavipulvinatus
- Pilosocereus flexibilispinus
- Pilosocereus floccosus
- Pilosocereus floccosus ssp. quadricostatus
- Pilosocereus fulvilanatus
- Pilosocereus fulvilanatus ssp. rosae
- Pilosocereus glaucescens
- Pilosocereus glaucochrous
- Pilosocereus gounellei (Xique-Xique)
- Pilosocereus gounellei ssp. zehntneri
- Pilosocereus lanuginosus
- Pilosocereus leucocephalus
- Pilosocereus machrisii
- Pilosocereus magnificus (Facheiro)
- Pilosocereus multicostatus
- Pilosocereus occultiflorus
- Pilosocereus oligolepis
- Pilosocereus pachycladus
- Pilosocereus pachycladus ssp. pernambucoensis
- Pilosocereus pentaedrophorus (Facheiro)
- Pilosocereus pentaedrophorus ssp. robustus
- Pilosocereus piauhyensis
- Pilosocereus polygonus
- Pilosocereus purpusii (Viejos)
- Pilosocereus quadricentralis
- Pilosocereus royenii
- Pilosocereus subsimilii
- Pilosocereus tweedyanus
- Pilosocereus tuberculatus (Caxacubri)
- Pilosocereus ulei
- Pilosocereus vilaboensis